# Papilionanthe
Papilionanthe es un género de orquídeas epifitas originarias de Assam hasta Taiwán. Comprende 13 especies descritas y de estas, solo once aceptadas. Se encuentra en la India hasta el sur de China  y Malasia.

## Taxonomía
El género fue descrito por Rudolf Schlechter y publicado en Orchis. Monatsschrift der Deutschen Gesellschaft für Orchideenkunde 9: 78. 1915.

## Especies aceptadas
A continuación se brinda un listado de las especies del género Papilionanthe aceptadas hasta marzo de 2013, ordenadas alfabéticamente. Para cada una se indica el nombre binomial seguido del autor, abreviado según las convenciones y usos.
- Papilionanthe biswasiana (Ghose & Mukerjee) Garay, Bot. Mus. Leafl. 23: 371 (1974)
- Papilionanthe greenii (W.W.Sm.) Garay, Bot. Mus. Leafl. 23: 371 (1974)
- Papilionanthe hookeriana (Rchb.f.) Schltr., Orchis 9: 80 (1915)
- Papilionanthe pedunculata (Kerr) Garay, Bot. Mus. Leafl. 23: 372 (1974)
- Papilionanthe sillemiana (Rchb.f.) Garay, Bot. Mus. Leafl. 23: 372 (1974)
- Papilionanthe subulata (Willd.) Garay, Bot. Mus. Leafl. 23: 372 (1974)
- Papilionanthe taiwaniana (S.S.Ying) Ormerod, Taiwania 47: 242 (2002)
- Papilionanthe teres (Roxb.) Schltr., Orchis 9: 78 (1915)  - especie tipo
- Papilionanthe tricuspidata (J.J.Sm.) Garay, Bot. Mus. Leafl. 23: 372 (1974)
- Papilionanthe uniflora (Lindl.) Garay, Bot. Mus. Leafl. 23: 372 (1974)
- Papilionanthe vandarum (Rchb.f.) Garay, Bot. Mus. Leafl. 23: 372 (1974)